# Los Ríos
Ne doit pas être confondu avec Région des Fleuves.
La province de Los Ríos est une province de l'Équateur. Sa capitale est Babahoyo.

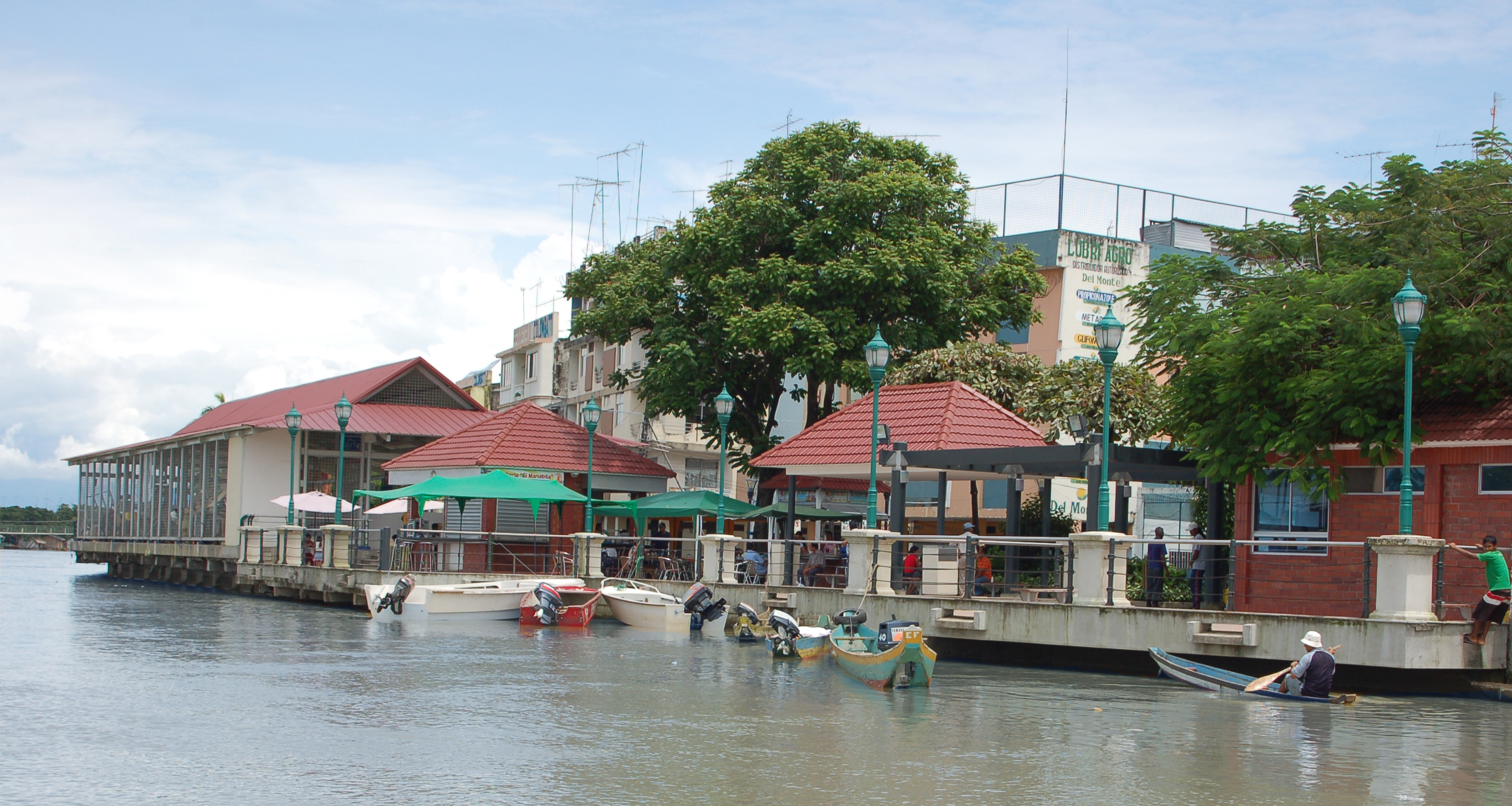
Municipalité New Muelle, Babahoyo

## Découpage territorial

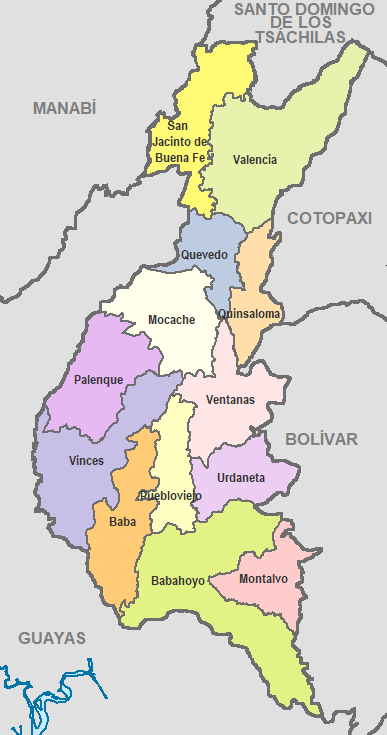
Cantons de Los Ríos.

La province est divisée en treize cantons :
| Canton      | Superficie (km2) | Population (2010) | Densité (hab./km2) | Chef-lieu               |
| ----------- | ---------------- | ----------------- | ------------------ | ----------------------- |
| Baba        | 516              | 39 681            | 76,9               | Baba                    |
| Babahoyo    | 1 076            | 153 176           | 142,4              | Babahoyo                |
| Buena Fe    | 569              | 63 148            | 111                | San Jacinto de Buena Fé |
| Mocache     | 562              | 38 392            | 68,3               | Mocache                 |
| Montalvo    | 362              | 24 164            | 66,8               | Montalvo                |
| Palenque    | 570              | 22 320            | 39,2               | Palenque                |
| Puebloviejo | 336              | 36 477            | 108,6              | Puebloviejo             |
| Quevedo     | 303              | 173 575           | 572,9              | Quevedo                 |
| Quinsaloma  | 280              | 16 476            | 58,8               | Quinsaloma              |
| Urdaneta    | 377              | 29 263            | 77,6               | Catarama                |
| Valencia    | 707              | 42 556            | 60,2               | Valencia                |
| Ventanas    | 531              | 66 551            | 125,3              | Ventanas                |
| Vinces      | 603              | 71 736            | 119                | Vinces                  |